# Kino (Britse band)
Kino is een Britse rockband in de niche progressieve rock. De muziekgroep werd opgericht in 2004.
John Mitchell, dan in Arena en John Beck, dan in It Bites ontmoetten elkaar in de begeleidingsband van John Wetton. Zij kunnen goed met elkaar overweg en zowel Arena als It Bites kennen een moeizaam bestaan. Tegelijkertijd heeft Marillionbassist Pete Trewavas vrije tijd omdat zijn nevenband Transatlantic ook stil ligt. De baas van InsideOut Music stelt aan Trewavas voor om zich aan te sluiten bij Mitchell en Beck; Trewavas wil ook wel met Beck samenwerken. Drummer Chris Maitland van Porcupine Tree wordt aangetrokken. De vier gaan nog op zoek naar een zanger. Ray Wilson, voormalig Genesis-zanger, wordt gevraagd, maar die wil zich beperken tot zijn eigen sololoopbaan. Men kan geen andere zanger vinden en Mitchell, die toch al de demo's heeft volgezongen wordt tot zanger benoemd. De band is een soort supergroep binnen de progressieve rock met:  
- John Mitchell – zang, gitaar, afkomstig uit de bands Arena en The Urbane
- Pete Trewavas – basgitaar, afkomstig uit Marillion en Transatlantic
- John Beck – toetsinstrumenten, afkomstig uit It Bites
- Chris Maitland – drumstel, afkomstig uit Porcupine Tree.

De band dook de studio in, maar voordat het eerste album Picture verscheen, maakte de band al opnamen voor het Duitse televisieprogramma Rockpalast. In die periode eind 2004 werd er ook al opgetreden met een debuut in het Utrechtse Tivoli. Maitland is er dan al niet meer bij; hij had onderdak gevonden bij de Queenmusical We Will Rock You. Drummer bij de optredens werd Steve Hughes, dan in The Enid en de band rondom Steven Wilson. Ook Bob Dalton werd gevraagd, maar toert dan met Chris Norman/Smokie. Als het album uitkomt komt er in maart 2005 een aantal promotieconcerten. Hughes heeft dan plaatsgemaakt voor Bob Dalton. In Nederland betrad Kino de podia van Cultuurpodium Boerderij in het voorprogramma van Spock's Beard. Even later volgen nog concerten in opnieuw Boerderij en in Rijssen. Kino is dan hoofdact met voorprogramma Steve Thorne. Tijdens de optredens werd vanwege gebrek aan voldoende eigen materiaal ook werk van Marillion en It Bites gespeeld.
Door het vertrek van Maitland en Trewavas’ nieuwe werkzaamheden voor Marillion zag Mitchell het idee van een hechte band in rook opgaan. Ondertussen werden pogingen na het vertrek van Francis Dunnery bij It Bites gepoogd die band nieuw leven in te blazen; Dalton vroeg Mitchell en Beck de gelederen van It Bites (opnieuw) te versterken. Het betekende het eind van Kino nog voordat er van de commerciële doorbraak sprake was.
Na 2012 kwam er ook weer een stilteperiode in It Bites. Mitchell werkte weer met Arena en ook Frost*, maar richtte ook weer een eigen band op, Lonely Robot. Ondertussen werkte hij aan een eigen geluidsstudio. De albums van Lonely Robot volgden volgens het platenlabel elkaar (te) snel op en Mitchell heeft materiaal voldoende voor een nieuw album. Opnieuw bood de baas van InsideOut Music de oplossing; hij stelde Mitchell voor weer eens met Trewavas rond de tafel te gaan zitten. Mitchell, Beck en Trewavas gingen in 2017 weer aan de slag. Drummer van dienst was dit keer Craig Blundell van Frost* en Lonely Robots. Beck had echter weinig tijd en kon ook al geen tijd vrijmaken voor de fotoshoot voor promotie van het album. In plaats van volwaardig bandlid werd hij aangeduid als Special guest.

## Discografie
- 2005: Picture
- 2006: Cutting room floor
- 2018: Radio Voltaire